# Uperoleia aspera
Az Uperoleia aspera a kétéltűek (Amphibia) osztályának békák (Anura) rendjébe, a Myobatrachidae családba, azon belül az Uperoleia nembe tartozó faj.

## Előfordulása
Ausztrália endemikus faja. Nagyjából 20 500 km²-es elterjedési területe Nyugat-Ausztrália északnyugati részére, a Kimberley régióra korlátozódik.

## Megjelenése
Kis termetű békafaj, testhossza elérheti a 3,5 cm-t. Háta sötétbarna, fekete foltokkal tarkított. A karok felső része a vállnál halvány barnássárga. Hasának felső fele fehér, alsó fele rózsaszínű; a hímek torka szürke. A pupilla vízszintes, az írisz aranyszínű. Az ágyék és a combok hátsó része élénkvörös. Ujjai között nincs úszóhártya, ujjai végén nincsenek korongok. A paratoid mirigyek nagy méretűek és halvány barnássárgák.

## Életmódja
Nyáron, az esős évszakban szaporodik. A petékről nincs feljegyzés, de valószínűleg hasonlóak más Uperoleia-fajokéhoz, és a nőstények az elárasztott gyepterületek tavacskáiba és árkaiba helyezik őket. Az ebihalak akár 3 cm hosszúak is lehetnek, aranyszínűek, a farkuk vége fekete. Gyakran a víztestek alján maradnak, nincs feljegyzés arról, hogy mennyi idő alatt fejlődnek békává.

## Természetvédelmi helyzete
A vörös lista a nem fenyegetett fajok között tartja nyilván. Populációja stabil, több természetvédelmi területen is megtalálható.